# Gensac-de-Boulogne
Gensac-de-Boulogne är en kommun i departementet Haute-Garonne i regionen Occitanien i södra Frankrike. Kommunen ligger i kantonen Boulogne-sur-Gesse som tillhör arrondissementet Saint-Gaudens. År 2022 hade Gensac-de-Boulogne 97 invånare.

## Befolkningsutveckling
Antalet invånare i kommunen Gensac-de-Boulogne
Referens:INSEE